# Хав'єр Арісменді
Хав'єр Арісменді (ісп. Javier Arizmendi; нар. 3 березня 1984, Мадрид) — іспанський футболіст, нападник клубу «Мальорка».
Насамперед відомий виступами за клуби «Атлетіко» та «Реал Сарагоса», а також національну збірну Іспанії.

## Клубна кар'єра
Народився 3 березня 1984 року в місті Мадрид. Вихованець футбольної школи клубу «Атлетіко».
У дорослому футболі дебютував 2003 року виступами за команду клубу «Атлетіко» Б, в якій провів один сезон, взявши участь у 32 матчах чемпіонату.
2004 року почав залучатися до складу головної команди мадридського «Атлетіко», втім закріпитися в ній не зміг. Натомість протягом 2004—2007 років грав на умовах оренди за «Расінг» (Сантандер) та «Депортіво» (Ла-Корунья). 2007 року уклав повноцінний контракт з «Валенсією», у складі якої відіграв один сезон.
У 2008 році уклав контракт з клубом «Реал Сарагоса», у складі якого провів наступні два роки своєї кар'єри гравця. Більшість часу, проведеного у складі сарагоського «Реала», був основним гравцем атакувальної ланки команди.
Протягом 2010—2011 років захищав кольори «Хетафе» та швейцарського «Ксамакса».
До складу «Мальорки» приєднався 2012 року. Наразі встиг відіграти за клуб з Балеарських островів 10 матчів в національному чемпіонаті.

## Виступи за збірні
Протягом 2003–2005 років залучався до складу молодіжної збірної Іспанії. На молодіжному рівні зіграв у 17 офіційних матчах, забив 2 голи.
7 лютого 2007 року дебютував в офіційних матчах у складі національної збірної Іспанії. Ця товариська зустріч проти національної збірної Англії, в якій Арісменді вийшов на заміну за півгодини до фінального свистка, допоки лишається його єдиною офіційною грою за головну команду країни.

## Статистика виступів

### Статистика клубних виступів
Станом на 1 січня 2013 року.
| сезон              | команда         | матчі | м'ячі |
| ------------------ | --------------- | ----- | ----- |
| 2004–05            | «Атлетіко»      | 4     | -     |
| 2004–05            | «Расінг»        | 22    | 3     |
| 2005–06            | «Атлетіко»      | 1     | -     |
| 2005–06            | «Депортіво»     | 17    | 2     |
| 2006–07            | «Депортіво»     | 33    | 5     |
| 2007–08            | «Валенсія»      | 30    | 1     |
| 2008–09            | «Реал Сарагоса» | 38    | 9     |
| 2009–10            | «Реал Сарагоса» | 31    | 6     |
| 2010–11            | «Хетафе»        | 19    | 2     |
| 2011–12            | «Ксамакса»      | 13    | 4     |
| 2011–12            | «Хетафе»        | 3     | 0     |
| 2012–13            | «Хетафе»        | 12    | 1     |
| Усього за кар'єру: |                 | 223   | 33    |

## Титули і досягнення
- Переможець Середземноморських ігор: 2005
- Володар Кубка Іспанії (1):

«Валенсія»: 2007-08